# Den Sønderjyske Kirkegård i Braine
I Braine, der ligger i Soissons, Aisne i Frankrig, findes nogle soldatergrave med dansksindede sønderjyder, som faldt på tysk side under 1. verdenskrig. 79 af de faldne sønderjyder er begravet på kirkegården. Monumentet på kirkegården er udformet i 1934 af arkitekt Oscar Gundlach-Pedersen, altså efter Genforeningen.

## Historie
Foreningen Sønderjyske Soldatergrave 1914-1918 blev stiftet den 6. april 1921 i Aabenraa og havde til formål at eftersøge og værne om de faldne sønderjyders gravsteder. I 1923 stillede den franske stat et grundstykke ved byen Braine til rådighed for en dansk kirkegård. Det tilbudte jordareal var 35 meter langt og 56 meter bredt og kunne rumme ca. 300 grave i en lille lund.
Et sønderjysk teglværk donerede sten til at opføre en mur og en port til kirkegården. Det var dog svært at finde de faldne. I oktober 1923 var 30 faldne sønderjyder overført til Braine, og ved kirkegårdens officielle indvielse den 15. juni 1924 var det blevet sidste hvilested for 50 faldne.
Man arbejdede videre med at identificere de faldne, og det lykkedes at finde yderligere 29, således at kirkegården kom til at rumme 79 sønderjyder.
Det var familierne i Danmark, som skulle anmode om at få deres sønner overført til Den Sønderjyske Kirkegård. Foreningen fik 254 ansøgninger, hvoraf de ca. 100 kom fra Haderslevområdet. (Foreningens kontor lå i Haderslev). Fra Als kom der 34 ansøgninger, heraf 10 fra Lysabild. (Hvor 4 nok har været fra familien Jensen og Lassen). 254 ansøgninger er dog ikke mange, når tallet sammenholdes med, at mere end 4.000 sønderjyder faldt på slagmarken. Måske var økonomien en forhindring, for det kostede ca. 500 franc at finde, opgrave og flytte en død soldat til Braine.
Der findes også en mindepark i Aarhus med 4140 navne på sønderjyder, der faldt under 1. verdenskrig. Man mener at antallet af faldne måske er i nærheden af 5.000, men størstedelen af de faldne, er begravet nær det sted hvor de døde.

## Renovering og vedligeholdelse
Første gang, efter etableringen i 1924, blev kirkegården renoveret i 1934. Her blev monumentet, der er tegnet af arkitekt Oscar Gundlach-Pedersen, opstillet. Omkostningerne blev afholdt af Den Sønderjyske Fond.
I 1952 blev kirkegården atter renoveret, også denne gang afholdes omkostningerne af Den Sønderjyske Fond.
Op til 95-året for afslutningen på 1. verdenskrig i 2013, var endnu en omfattende renovering nødvendig. På Finansloven for 2010 havde den danske regering afsat 500.000 kr. til at renovere kirkegården i Braine.
I 2012 opstod der alligevel uenighed om, hvem der skulle betale for renoveringen af kirkegården, men Laurids Jessen, der bor i Luxembourg, gav 700.000 kr. Den anden halvdel blev, efter megen debat, bevilget af Kulturministeriet.
Renoveringen blev forestået af Jørgen Overbys Tegnestue A/S.
Den Sønderjyske Fonds Mindelegat afholder udgifterne til almindelig vedligehold af kirkegården i Braine. Den Sønderjyske Fonds Mindelegat modtager årligt et tilskud til driften af kirkegården fra de 4 sønderjyske kommuner: Sønderborg, Tønder, Aabenraa og Haderslev og Ellen og Ove Arkils Fond. I 2018 besluttede Kolding Kommune at de fremover også vil bidrage til vedligehold af kirkegården. I marts 2019 traf Vejen Kommune beslutning om at gøre det samme.

## Genindvielse
Kirkegården blev, efter omfattende renovering, genindviet Valdemarsdag 2013 med tilstedeværelse af bl.a. Prins Joachim.

## Hundredeåret for afslutningen på 1. verdenskrig
Ved markeringen af hundredeåret for afslutningen på 1. verdenskrig, den 11. november 2018, deltog bl.a. Deres Kongelige Højheder Prins Joachim og Prinsesse Marie samt repræsentanter for Haderslev, Sønderborg, Aabenraa, Tønder, Kolding, Vejen og Esbjerg Kommuner i en højtidelighed ved og på kirkegården i Braine.

## Galleri
- Porten
- Gravene til venstre for midtergangen
- Én af mindepladerne med navnene på de faldne
- Her hviler i Frankrigs jord 79 unge danske mænd fra Slesvig.
- Hans Kongelige Højhed Prins Joachim af Danmark genindviede Den Sønderjyske Kirkegård i Braine den 15. juni 2013.